# McCulloch Motors Corporation
McCulloch Motors Corporation è una compagnia statunitense produttrice, principalmente, di motoseghe.

## Storia

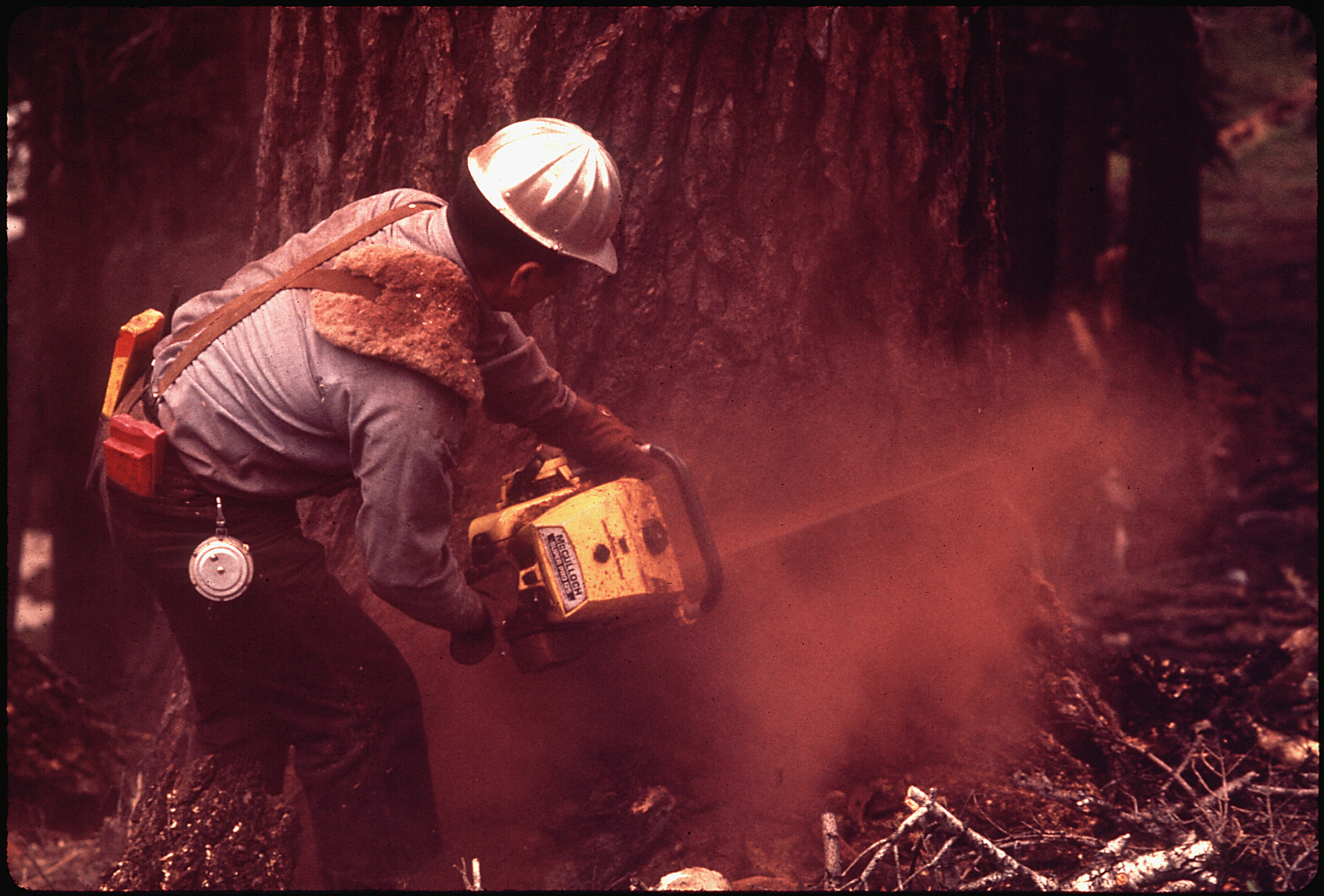
McCulloch Super pro 125

Fondata nel 1943 da Robert Paxton McCulloch a Milwaukee, McCulloch spostò la sede dell'azienda in California nel 1946. Negli anni '50, McCulloch fabbricò motori anche per droni obiettivo, venduti poi alla RadioPlane negli anni'70. Come produttrice di motori a due tempi venne prodotto il McCulloch 4318, un piccolo quattro cilindri orizzontale che fu utilizzato in vari modelli di autogiro, come il Bensen B-8M e il Wallis WA-116.
Ha commercializzato la prima motosega (chiamata Model 3-25) nel 1948.
McCulloch fondò anche la Paxton Automotive, costruttrice dei motori McCulloch supercharger come quelli montati sulle Kaiser Manhattan, sulle Studebaker Golden Hawk del 1957, e Ford Thunderbird.
Nel 1959, produssero il primo motore per kart, il McCulloch MC-10, adattato da un motore per motosega. Bill Van Tichelt della VanTech Engineering disegnò e produsse uno dei primi collettori aria specifici per motori McCulloch da kart, così come marmitte, kit di conversione, acceleratori e altri dispositivi.
Nel 1950, McCulloch fondò una filiale per la produzione di motori per elicotteri, la McCulloch Aircraft Corporation, venduta negli anni settanta.
Nel 1964, McCulloch fondò Lake Havasu City, con una fabbrica e abitazioni per i dipendenti. Nel 1967, McCulloch cessò la produzione di motori per imbarcazioni iniziata nel 1956; la divisione passò alla Scott-Atwater Manufacturing Company di Minneapolis (Minnesota).
Negli anni '70 la gamma di prodotti si estese a generatori elettrici, decespugliatori e soffiatori.
Black & Decker comprò McCulloch il 4 ottobre 1974, e poi cedette la stessa ad un gruppo privato nel 1984.
Nel gennaio 1999, vicina alla bancarotta, è stata acquisita dalla compagnia taiwanese Jenn Feng Industrial Co., Ltd, che ha aggiunto alla linea attrezzi elettrici e idropulitrici. La divisione europea venne venduta alla Husqvarna AB.
Nel marzo 2003 MTD Products Inc sigla un accordo di distribuzione con Jenn Feng esclusiva per i prodotti McCulloch in nord America.
Nel marzo del 2008, Husqvarna ha acquistato la Jenn Feng Outdoor per il nord America. McCulloch diventa esclusiva della Husqvarna AB.